# Leporelo
Leporelo – czwarty czeskojęzyczny album wokalistki Ewy Farnej, wydany 14 listopada 2014 nakładem wytwórni Universal Music. Podobnie jak przy tworzeniu polskojęzycznej wersji płyty (W)Inna? wokalistka zrezygnowała z publishingu, który był obecny na jej poprzednich albumach.  
Płyta zadebiutowała na 15. miejscu IFPI na kilka dni przed fizyczną premierą albumu.
Pierwszym singlem zapowiadającym płytę była tytułowa piosenka albumu pt. "Leporelo". Kompozycja dotarła do pierwszej dziesiątki najpopularniejszych piosenek w Czechach i 4. miejsca notowania najpopularniejszych czeskich piosenek w danym okresie.

## Lista utworów
| #   | Tytuł              | Długość |
| --- | ------------------ | ------- |
| 1.  | Leporelo           | 03:09   |
| 2   | Z nálezů a krás    | 03:06   |
| 3.  | Oblíbená věc       | 03:44   |
| 4.  | Promilte mi        | 03:50   |
| 5.  | Náhle              | 03:59   |
| 6.  | Kdo se mnou tančí  | 03:50   |
| 7.  | Nech mě žít        | 03:14   |
| 8.  | Bez titulků        | 03:46   |
| 9.  | Mámě               | 03:59   |
| 10. | Neznámá známá      | 04:44   |
| 11. | Lešek              | 03:01   |
| 12. | Tu bi kontiniut... | 02:26   |